# Проводник (Московская область)
Проводник — посёлок в Московской области России. Входит в городской округ Коломна.
Население — 1018 чел. (2010).
Посёлок расположен в 10 км к северо-западу от города Коломна на автомобильной дороге в Субботово.
С 2006 до 2017 гг. — административный центр Проводниковского сельского поселения Коломенского района, с 2017 до 2020 гг. входил в Коломенский городской округ.

## История
В 1932 году, недалеко от деревни Борисовское, началась раскорчёвка леса: строились землянки для людей и помещения для содержания кроликов. Сейчас на этом месте стадион. Строительство вёл московский завод «Проводник». Так родилось подсобное хозяйство, переросшее в совхоз «Проводник». Первостроителями хозяйства были вынужденные переселенцы. Начали с нуля: жили в землянках, в бараках, спали вповалку; жили впроголодь, работали с утра до ночи. Наступили 50-е годы… Восстановление совхоза шло полным ходом. Построили новые скотные дворы. В 1953 и 1954 годах совхоз был участником Выставки Достижения Народного Хозяйства. За высокие надои награждён серебряной и золотой медалями. До 10 ноября 2004 года посёлок назывался посёлок совхоза «Проводник». В 1994—2006 годах — центр Федосьинского сельского округа. В 2017 году, Проводник стал посёлком Коломенского городского округа.

## Население
| 2002 | 2006  | 2010  |
| ---- | ----- | ----- |
| 1090 | ↗1154 | ↘1018 |

## Экономика
- Строительный магазин «Шарм»
- Продуктовый магазин
- Магазин продуктов «Универсам»
- Магнит

## Образование
В посёлке с 1970 года есть МОУ Проводниковская средняя общеобразовательная школа Коломенского Муниципального района Московской области, имени Героя России А. С. Маслова.